# ソマトメジン

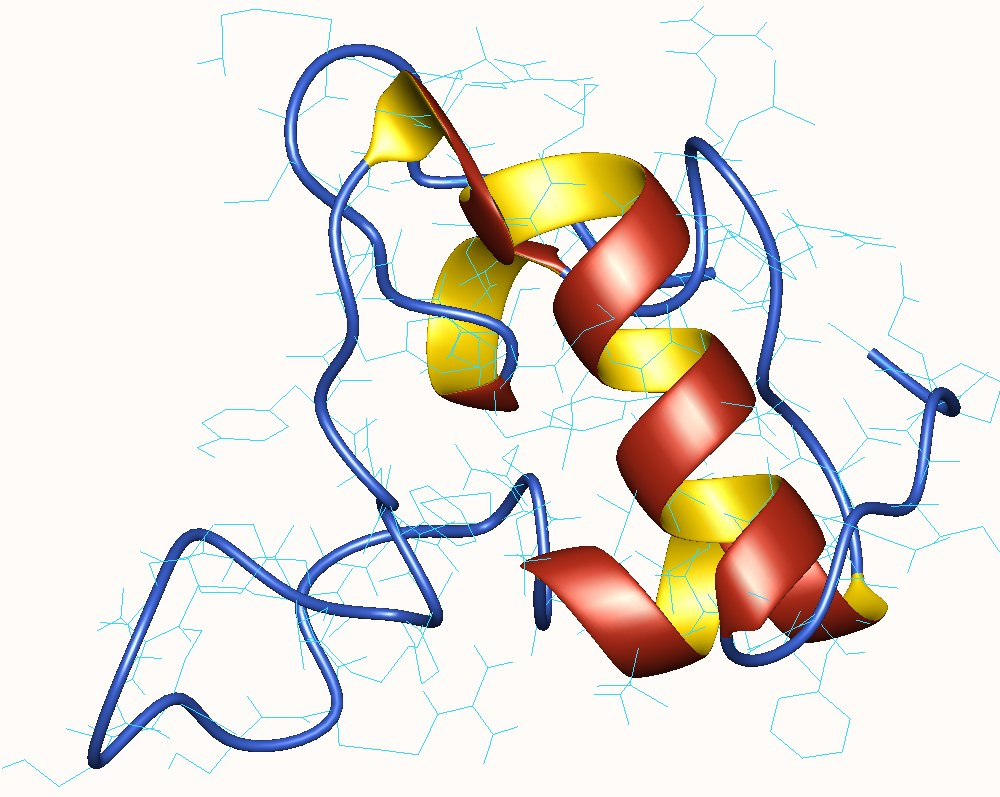
Somatomedin C, Human.

ソマトメジン（英: somatomedin）とは、ソマトトロピン（STH）（成長ホルモン（GH）とも呼ばれる）の刺激により主に肝臓で産生されるペプチドホルモンの一群であり、ソマトトロピンと類似の生物学的作用を有する。
成長ホルモンに応答して細胞の成長と分裂を促進する。また脳下垂体前葉に直接作用すると共に視床下部からのソマトスタチンの分泌を刺激して成長ホルモンの分泌を抑制する。ソマトメジンの分泌量は視床下部－下垂体－成長ホルモン刺激軸の負のフィードバックで調整されている。
ソマトメジンは体内の多くの組織で産生され、内分泌作用のほか、自己分泌及び傍分泌作用によって機能する。血中ソマトメジンは主として肝臓で産生されたものである。
3つの形態を含む；
- ソマトメジンA（インスリン様成長因子-2）
- ソマトメジンB（ビトロネクチン[5]）
- ソマトメジンC（インスリン様成長因子-1）